# Чемпионат России по боксу 2023
Чемпионат России по боксу 2023 года проходил с 16 по 27 августа в Хабаровске на «Платинум Арене».
Призовой фонд турнира составлял 26 млн рублей, победители получили по 1,5 млн, серебряные медалисты — по 250 тысяч, бронзовые — по 125 тысяч рублей.

## Расписание[6]
| Дата                                | События. Раунды соревнования                                                       |
| ----------------------------------- | ---------------------------------------------------------------------------------- |
| Среда, 16 августа 2023              | День приезда                                                                       |
| Четверг, 17 августа 2023            | День приезда, комиссия по допуску, взвешивание, жеребьёвка, официальная тренировка |
| Пятница—Вторник, 18—22 августа 2023 | Предварительные бои                                                                |
| Среда, 23 августа 2023              | Завершение четвертьфиналов                                                         |
| Четверг, 24 августа 2023            | Полуфиналы                                                                         |
| Пятница—Суббота, 25—26 августа 2023 | Финалы                                                                             |
| Воскресенье, 27 августа 2023        | День отъезда                                                                       |

## Медалисты
| Весовая категория | Золото            | Серебро           | Бронза                               |
| ----------------- | ----------------- | ----------------- | ------------------------------------ |
| до 48 кг          | Эдмонд Худоян     | Артыш Соян        | Александр Бушукин Адам Альвиев       |
| до 51 кг          | Баир Батлаев      | Расул Салиев      | Ислам Албасханов Максим Стахеев      |
| до 54 кг          | Андрей Пегливанян | Максим Кузнецов   | Денис Пальшин Хожиакбар Мамаюсупов   |
| до 57 кг          | Евгений Ляшков    | Бахтовар Назиров  | Руслан Белоусов Дмитрий Спивак       |
| до 60 кг          | Аршак Товмасян    | Никита Косман     | Нурлан Сафаров Муса Мирзаев          |
| до 63,5 кг        | Габил Мамедов     | Илья Попов        | Сандан Санданов Тенгиз Котоян        |
| до 67 кг          | Тархан Идигов     | Карен Соловьёв    | Хикмет Гараев Руслан Трушников       |
| до 71 кг          | Андрей Замковой   | Иван Ступин       | Игорь Свиридченков Алексей Скомороха |
| до 75 кг          | Сергей Сергеев    | Егор Шапочанский  | Ильяс Додаржонов Алексей Семыкин     |
| до 80 кг          | Джамбулат Бижамов | Дмитрий Карманов  | Андрей Ефременко Василий Каверин     |
| до 86 кг          | Вадим Щеблыкин    | Тимур Гамзатов    | Дмитрий Захарьев Владимир Орехов     |
| до 92 кг          | Рамазан Ханапиев  | Андрей Стоцкий    | Сергей Слободян Дмитрий Фоминых      |
| свыше 92 кг       | Ярослав Дороничев | Светослав Тетерин | Евгений Земляков Бекхан Исраилов     |